# Areometr Gay-Lussaca
Areometr Gay-Lussaca – rodzaj areometru służącego do bezpośredniego pomiaru gęstości bezwzględnej cieczy. Alkoholometr.